# Kiryas Tosh
Pour les articles homonymes, voir Tosh.
Kiryas Tosh (hébreu : קִרְיַת טאהש) est une communauté juive hassidique dans la ville de Boisbriand au Québec (Canada). Elle est affiliée à la dynastie hassidique de Tosh (en). La population de la communauté est de presque 350 familles, soit environ 3 000 personnes. En 1995, le chef de la communauté a mentionné qu'il incitait les membres de la communauté à voter pour la souveraineté du Québec. La communauté juive de Montréal n'a pas apprécié cette prise de position politique. 

## Histoire
La communauté a été formée à 1963 par le rabbin Meshulim Feish Lowy (en). Celui-ci a déménagé à Montréal en 1951, mais il croyait que la moralité dans la cité n'était pas bonne pour les études de la Torah. Le Rabbin et 18 autres familles ont déménagé à Boisbriand en 1963 pour isoler la communauté de l'influence des autres. Depuis ce temps, la population de la communauté s'est beaucoup agrandie, grâce au haut taux de fécondité des communautés hassidiques. L'âge médian de la communauté de Kiryas Tosh est de 13 ans.
Entre le 29 mars et le 22 avril 2020, la communauté a été placée en quarantaine en raison de la pandémie de Covid-19,.

## Économie
Selon le Dr William Shaffir de l'université McMaster, 20 % des hommes de Kiryas Tosh travaillent en dehors de la communauté. Ces hommes travaillent dans des métiers juifs comme shohets et professeurs dans les écoles religieuses ou dans des magasins appartenant à des juifs dans la ville de Montréal. Les gens qui travaillent à l'intérieur de la communauté ont soit des métiers religieux (dans la synagogue, le mikvé, ou la yechiva) ou des petits métiers à domicile. 
La communauté a un supermarché, une boucherie casher, un magasin de jouets, une boutique de vêtements.